# باولو سواريز
باولو سواريز (بالإسبانية: Paolo Suárez)‏ (6 يونيو 1980 بمونتفيدو في الأوروغواي - ) هو لاعب كرة قدم أوروغواني في مركز الهجوم. شارك مع منتخب الأوروغواي تحت 20 سنة لكرة القدم. أما مع النوادي، فقد لعب مع إنديبنديينتي سانتا في وديبورتيفو مالدونادو ونادي كوميونيكيشنس ونادي سانتانيكوس أسوشيتد وإيسيدرو ميتابان ‏ وC.D. Sonsonate ‏ وBasáñez ‏ وسنترو أتلتيكو فينكس ‏.

## وصلات خارجية
- باولو سواريز على موقع قاعدة بيانات كرة القدم.إي يو (الإنجليزية)
- باولو سواريز على موقع Soccerway.com (الإنجليزية)